# Hodeng-Hodenger
Hodeng-Hodenger – miejscowość i gmina we Francji, w regionie Normandia, w departamencie Sekwana Nadmorska.
Według danych na rok 1990 gminę zamieszkiwało 228 osób, a gęstość zaludnienia wynosiła 20 osób/km² (wśród 1421 gmin Górnej Normandii Hodeng-Hodenger plasuje się na 676. miejscu pod względem liczby ludności, natomiast pod względem powierzchni na miejscu 274.).